# John Devereaux
John Devereaux (Brooklyn, 17 gennaio 1962) è un ex cestista statunitense.

## Carriera
Venne selezionato dai San Antonio Spurs al quarto giro del Draft NBA 1984 (78ª scelta assoluta), ma non giocò mai nella NBA.